# Henriette Comte
Henriette Comte (gift Anavoisard), född 12 februari 1892, död 31 maj 1971, var en fransk friidrottare med hoppgrenar som huvudgren. Comte blev bronsmedaljör vid den första ordinarie Damolympiaden i augusti 1922 och var en pionjär inom damidrott.

## Biografi
Henriette Comte föddes i mellersta Frankrike, i ungdomstiden var hon aktiv friidrottare och gick 1923 med i kvinnoidrottsföreningen "Les Sportives de Paris" (grundad 1910) i Paris. Från 1924 tävlade hon för klubben "Elite Parisienne" i Paris. Hon specialiserade sig på längdhopp men tävlade även på olika distanser i häcklöpning.
Comte deltog i den första ordinarie damolympiaden den 20 augusti 1922 i Paris. Under idrottsspelen vann hon bronsmedalj i längdhopp utan ansats.
Comte tävlade i häcklöpning och rankades som 6:e bästa 1922 och 4:e bästa 1923. Hennes bästa resultat under de franska mästerskapen blev en silverplats 1923 och en bronsplats 1921 (samt en 4:e plats 1920 och en 5:e plats 1925).
Den 15 juli 1923 blev hon fransk mästare i längdhopp utan ansats vid tävlingar i Bourges. Vid de franska mästerskapen den 14 juli 1924 på Pershingstadium i Paris tog hon åter mästartiteln i samma gren.